# (508) Принстония
(508) Принстония  (508 Princetonia по каталогу ЦМП) — довольно крупный астероид главного пояса.

## Открытие и название
Принстония была открыта 20 апреля 1903 года американским астрономом Рэймондом Дуганом в обсерватории Хайдельберга. При регистрации открытия объекту было присвоено обозначение 1903 LQ. Позже были обнаружены объекты 1926 KA и A920 GF, которые впоследствии были идентифицированы как Принстония.
Астероид был назван в честь Принстонского университета. Название утверждено в 1907 году.

## Орбитальные характеристики
Принстония обращается во внешней части Главного пояса астероидов на среднем расстоянии в 3,160 а. е. (472,7 млн км) от Солнца. Его орбита обладает маленьким эксцентриситетом, равным 0,01184 и умеренным наклонением в 13,36. Таким образом, максимальное расстояние от Принстонии до Солнца составляет 3,197 а. е. (478,3 млн км), минимальное — 3,123 а. е. (467,1 млн км).
Период обращения Принстонии вокруг Солнца составляет 5,62 года (2052 суток).
Абсолютная звёздная величина Принстонии составляет 8,24m. Её видимый блеск в течение синодического периода меняется в пределах 12,4-14,5m.

## Физические характеристики
Согласно данным, полученным в 1983 году с помощью космической обсерватории IRAS средний диаметр Принстонии равен 142,35±2,6  км, а альбедо — 0,0441±0,002. Исследование астероида в 2010 году посредством космического телескопа WISE, дало значение для её диаметра 120,269±2,921 км, а для альбедо — 0,0618±0,0103.
Наиболее точная оценка размеров Принстонии была получена при покрытии астероидом звёзд в 2004-2009 годах. По этим данным размеры Принстонии составляют 160×114×105 км.
По классификациям Толена Принстония принадлежит к спектральному классу C.
Период вращения Принстонии вокруг собственной оси, был измерен в 1984-1985 годах на станции Андерсон-Меса, и равен 52,8±0,1 ч (2 сут 4 ч 48 мин). На основании столь большого периода обращения А. Харрис в 1989 году выдвинул предположение, что у Принстонии есть спутник, что не удалось подтвердить другими методами.